# Kościół św. Jana Chrzciciela i św. Walentego w Pluskowęsach
Kościół świętego Jana Chrzciciela i świętego Walentego w Pluskowęsach – rzymskokatolicki kościół parafialny należący do parafii pod tym samym wezwaniem (dekanat Kowalewo Pomorskie diecezji toruńskiej).
Najstarszą częścią gotyckiej świątyni jest prezbiterium zbudowane około 1311 roku, z kolei część nawowa powstała w połowie XIV wieku. Duże zniszczenia świątyni powstały podczas wojny polsko-krzyżackiej w 1414 roku. W połowie XV wieku kościół został odnowiony po zniszczeniach i ozdobiony polichromią, obecnie zatynkowaną. W latach 1989–1991 w świątyni został przeprowadzony remont kapitalny.
Świątynia została wzniesiona na planie prostokąta na fundamentach z ciosów kamiennych. Ściany kościoła są murowane z cegły w stylu gotyckim. Kościół jest salowy i nie posiada wyodrębnionego zewnętrznie prezbiterium. Po zachodniej stronie świątyni jest umieszczona masywna, czterokondygnacyjna wieża z elewacjami ozdobionymi dużymi ostrołukowymi blendami.

## Ciekawostki
- 3 września 1878 r. przy kościele w Pluskowęsach pochowany został Natalis Sulerzyski ziemianin, działacz polskiego ruchu narodowego w zaborze pruskim.